# Hercules Victors tempel
Hercules Victors tempel (”Hercules Segrarens tempel”) är ett antikt rundtempel, beläget på Forum Boarium i Rione Ripa i Rom. Det dateras till slutet av 100-talet f.Kr.
Hercules Victors tempel, tidigare felaktigt kallat Vestatemplet, är uppfört åt Hercules. Det uppfördes i grekisk marmor. I mitten av 100-talet restaurerades det. Påve Innocentius II lät år 1140 omvandla templet till kyrkan Santo Stefano delle Carrozze, senare benämnd Santa Maria del Sole. Entablementet i marmor, som kolonnerna bar upp, är försvunnet, och den övre delen av väggen är troligen från 1100-talet.
I början av 1930-talet återställdes templet till sitt ursprungliga skick. Det är ej öppet för allmänheten.

## Bilder
| - Hercules Victors tempel och det närbelägna Portunustemplet. - Gravyr från år 1725 föreställande Hercules Victors tempel. |